# Körpeli Deresi
La rivière de Körpeli (Körpeli Deresi ou Körpeli Boğaz Deresi,) est un cours d'eau de Turquie coupé par le barrage de Siddikli dans la province de Kırşehir. Elle se jette dans le lac du barrage de Hirfanlı sur le fleuve Kızılırmak.